# Campeonato de Clubes Árabes
La Copa de Campeones de Clubes Árabe (en inglés: Arab Club Champions Cup; en árabe: كأس العرب للأندية الأبطال; en francés: Coupe Arabe des Clubs Champions) es una competición internacional de fútbol de carácter amistoso, organizada por la Unión de Asociaciones de fútbol árabes (UAFA) y disputada por clubes de primera división del mundo árabe. El torneo es disputado por un total de 37 equipos de Asia y África.
Fundado en 1981, el torneo se llevó a cabo junto con la Recopa Árabe y la Supercopa Árabe durante la década de 1990 y principios del 2000, hasta que la Recopa y la Supercopa se fusionaron con la Copa de Campeones en 2002. Los primeros campeones del torneo fueron el club iraquí Al-Shorta, que derrotó al Nejmeh libanés en la final a dos partidos en 1982.
Los clubes de Arabia Saudita han acumulado la mayor cantidad de victorias, con ocho victorias. El título lo han ganado 19 clubes, ocho de los cuales lo han ganado más de una vez. Desde que el torneo se fusionó con la Recopa Árabe, solo el ES Sétif de Argelia ha logrado victorias consecutivas, defendiendo con éxito su título en 2008. El club iraquí Al-Rasheed y el equipo Tunezino Espérance de Tunis comparten el récord de más títulos, con tres cada uno. El último campeón es el Al-Nassr de Arabia Saudita, al vencer al Al-Hilal en la final de la edición 2023.

## Historia

### 1981-1988: clubes asiáticos al mando
La Unión de Asociaciones Árabes de Fútbol (UAFA) decidió crear una competencia para los campeones de los países árabes después del final de la temporada 1979-80. Se invitó a competir a los campeones nacionales de los países miembros de la UAFA, pero después de varios retiros, solo tres equipos de Irak, Líbano y Jordania terminaron participando. La competencia, conocida como Campeonato Árabe de Clubes para Campeones de la Liga, comenzó el 19 de junio de 1981 con el campeón libanés Nejmeh venciendo al campeón jordano Al-Ahli por 2-1. Jamal Al-Khatib de Nejmeh fue el autor del primer gol de la Copa de Campeones de Clubes Árabes. Nejmeh y Al-Shorta compitieron en la final inaugural en febrero de 1982, con Al-Shorta ganando 4-2 en el global en el Estadio Al-Shaab en Bagdad para coronarse como los primeros campeones del mundo árabe.
El torneo no se llevó a cabo al año siguiente, pero regresó en 1984 en un formato de todos contra todos, y Al-Ettifaq ganó el primer título para un club de Arabia Saudita ese año. Con el aumento del número de participantes año tras año, la UAFA introdujo rondas de clasificación preliminares que precedieron al torneo final de todos contra todos, antes de cambiar el formato del torneo final en 1987 a uno que consistía en una fase de grupos seguida de una fase eliminatoria. La UAFA también comenzó a permitir que los países tuvieran más de un participante en 1987, con dos clubes de Arabia Saudita (Al-Ittihad y Al-Hilal) y dos clubes iraquíes (Al-Rasheed y Al-Jaish) compitiendo.
Al-Rasheed de Irak dominó la competencia durante estos años, convirtiéndose en el primer equipo en ganar tres campeonatos consecutivos en 1985, 1986 y 1987, mientras que Al-Ettifaq ganó su título en 1988. De 1981 a 1988, ningún equipo de la Confederación Africana de Fútbol (CAF) pudo ganar el torneo y todos los ganadores fueron de la Confederación Asiática de Fútbol (AFC).

### 1989-2001: igualdad entre los equipos asiático y africanos
Un club africano se convirtió en campeón del mundo árabe por primera vez en 1989 cuando Wydad Casablanca de Marruecos venció al Al-Hilal de Arabia Saudita en la final. Ese mismo año, la UAFA fundó una nueva competencia anual que se llevaría a cabo junto con la Copa de Campeones de Clubes Árabes; se llamaba Recopa Árabe y era una competición para los campeones de copa de los países árabes, con un formato similar al de la Copa de Campeones. En 1992, la UAFA presentó la Supercopa Árabe, que era una competencia anual de todos contra todos entre los ganadores y subcampeones de la Copa de Campeones y la Recopa Árabe.
Desde 1989 hasta 2001 hubo seis ganadores de la CAF y cinco de la AFC. Cuatro de los once ganadores durante este tiempo fueron de Arabia Saudita, mientras que Espérance de Tunis obtuvo la primera victoria para un equipo Tunezino en 1993, Al-Ahly se convirtió en el primer campeón egipcio en 1995, WA Tlemcen ganó el primer título de Argelia en 1998 y Al-Ahly se convirtió en el primer campeón egipcio en 1995. Sadd ganó el primer título para un club qatarí en 2001.

### 2002-presente: los equipos africanos dominan después de la unificación
En 2002, la UAFA tomó una decisión que cambió la faz del fútbol continental árabe. Con el creciente número de compromisos que enfrentan los clubes árabes en la era moderna, la UAFA decidió fusionar la Recopa de Europa y la Supercopa con la Copa de Campeones para formar el Campeonato Árabe Unificado de Clubes, que sería el único torneo de clubes de la UAFA. Se jugaron dos ediciones del torneo bajo este nombre, con Al-Ahli de Arabia Saudita ganando en 2002 y Zamalek ganando en 2003. Después de la edición de 2003, ART se convirtió en patrocinador del torneo y la UAFA cambió el nombre del torneo a Liga de Campeones Árabe para que su nombre fuera similar a otros torneos continentales de élite como la Liga de Campeones de la UEFA, la Liga de Campeones de la CAF, la Liga de Campeones de la AFC y Liga de Campeones de la OFC. El Club Sfaxien de Túnez se convirtió en el primer ganador de la era de la Liga de Campeones. Desde la edición 2004-05 en adelante, la UAFA reintrodujo finales de dos partidos, que no se habían utilizado desde la primera edición del torneo.
Después de las victorias de título para el Al-Ittihad de Arabia Saudita y el Raja Casablanca de Marruecos, ES Sétif de Argelia se convirtió en el primer ganador consecutivo en la era de la Liga de Campeones al reclamar los títulos de 2006-07 y 2007-08. Después de la edición 2008-09 ganada por Espérance de Tunis de Túnez, la UAFA tuvo problemas organizativos debido a problemas con el nuevo patrocinador del torneo. Esto impidió que el torneo se celebrara durante cuatro años hasta que resurgió en 2012-13 con el nuevo nombre de Copa de Clubes de la UAFA, con el USM Alger de Argelia ganando su primer título. Sin embargo, la UAFA luego se encontró con los mismos problemas que antes, lo que llevó a otra pausa de cuatro años. La competencia se llevó a cabo nuevamente en 2017 bajo el nombre de Campeonato de Clubes Árabes con 20 equipos en competencia; la fase de grupos y la fase eliminatoria se llevaron a cabo en Egipto y la final se llevó a cabo a partido único. Espérance de Tunis se coronó campeón, lo que lo convirtió en el equipo más exitoso en la historia de la competencia.
El número de equipos se duplicó a 40 para la temporada 2018-19, donde la competencia pasó a llamarse Copa de Campeones de Clubes Árabes y cambió su formato para convertirse en una competencia eliminatoria a partir de los 32 en adelante. De los doce campeones coronados entre 2002 y 2020, diez de ellos eran de África y solo dos de Asia.

## Historial
| Año                                        | Local                                     | Resultado               | Visita                      | Sede                                    | Asistencia              |
| Copa de Campeones Árabe                    | Copa de Campeones Árabe                   | Copa de Campeones Árabe | Copa de Campeones Árabe     | Copa de Campeones Árabe                 | Copa de Campeones Árabe |
| ------------------------------------------ | ----------------------------------------- | ----------------------- | --------------------------- | --------------------------------------- | ----------------------- |
| 1981-82 Detalles                           | Nejmeh                                    | 0-2                     | Al-Shorta                   | Al-Shaab Stadium, Bagdad                |                         |
| 1981-82 Detalles                           | Al-Shorta                                 | 2-2                     | Nejmeh                      | Al-Shaab Stadium, Bagdad                |                         |
| 1981-82 Detalles                           | Al-Shorta ganó 4-2 en el global.          |                         |                             |                                         |                         |
| 1984 Detalles                              | Ettifaq                                   | 1                       | KAC Kenitra                 | Prince Mohamed bin Fahd Stadium, Dammam |                         |
| 1985 Detalles                              | Al-Rasheed SC                             | 1                       | USM El Harrach              | Al-Shaab Stadium, Bagdad                |                         |
| 1986 Detalles                              | Al-Rasheed SC                             | 1                       | Espérance de Tunis          | Stade El Menzah, Túnez                  |                         |
| 1987 Detalles                              | Al-Rasheed SC                             | 2-1 (pró.)              | Ittihad                     | Prince Faisal bin Fahd Stadium, Riad    |                         |
| 1988 Detalles                              | Ettifaq                                   | 1                       | Club Africain               | Sharjah Stadium, Sharjah                |                         |
| 1989 Detalles                              | Wydad Casablanca                          | 3-1                     | Al-Hilal                    | Stade El-Harti, Marrakech               |                         |
| 1992 Detalles                              | Al-Shabab Club                            | 2-0 (pró.)              | Al-Arabi                    | Khalifa International Stadium, Doha     |                         |
| 1993 Detalles                              | Espérance de Tunis                        | 3-0                     | Al-Muharraq                 | Stade El Menzah, Túnez                  |                         |
| 1994 Detalles                              | Al-Hilal                                  | 0-0 (4-3 pen.)          | Ittihad                     | King Fahd International Stadium, Riad   |                         |
| 1995 Detalles                              | Al-Hilal                                  | 1-0                     | Espérance de Tunis          | King Fahd International Stadium, Riad   |                         |
| 1996 Detalles                              | Al-Ahly                                   | 3-1                     | Raja Casablanca             | Cairo International Stadium, El Cairo   |                         |
| 1997 Detalles                              | Club Africain                             | 2-1 (pró.)              | Al-Ahly                     | Stade El Menzah, Túnez                  |                         |
| 1998 Detalles                              | WA Tlemcen                                | 2-0                     | Al-Shabab Club              | Prince Abdullah al-Faisal Stadium, Yeda |                         |
| 1999 Detalles                              | Al-Shabab Club                            | 2-0                     | Al-Jaish                    | Cairo International Stadium, El Cairo   |                         |
| 2000 Detalles                              | Sfaxien                                   | 2-1 (pró.)              | Al-Jaish                    | Prince Abdullah al-Faisal Stadium, Yeda |                         |
| 2001 Detalles                              | Sadd                                      | 2-0                     | MC Oran                     | Khalifa International Stadium, Doha     |                         |
| Torneo Príncipe Faisal Para Equipos Árabes |                                           |                         |                             |                                         |                         |
| 2002 Detalles                              | Al-Ahli                                   | 1-0                     | Club Africain               | Prince Abdullah al-Faisal Stadium, Yeda |                         |
| 2003 Detalles                              | Zamalek                                   | 2-1                     | Kuwait                      | Cairo International Stadium, El Cairo   |                         |
| Liga de Campeones Árabe                    |                                           |                         |                             |                                         |                         |
| 2003-04 Detalles                           | Sfaxien                                   | 0-0 (4-3 pen.)          | Ismaily                     | Al-Manara Stadium, Beirut               |                         |
| 2004-05 Detalles                           | Sfaxien                                   | 1-2                     | Ittihad                     | Stade Taïeb Mhiri, Sfax                 |                         |
| 2004-05 Detalles                           | Ittihad                                   | 2-0                     | Sfaxien                     | Prince Abdullah al-Faisal Stadium, Yeda |                         |
| 2004-05 Detalles                           | Ittihad ganó 4-1 en el global.            |                         |                             |                                         |                         |
| 2005-06 Detalles                           | ENPPI Club                                | 1-2                     | Raja Casablanca             | Plastic Stadium, El Cairo               | 20,000                  |
| 2005-06 Detalles                           | Raja Casablanca                           | 1-0                     | ENPPI Club                  | Stade Mohamed V, Casablanca             | 85,000                  |
| 2005-06 Detalles                           | Raja Casablanca ganó 3-1 en el global.    |                         |                             |                                         |                         |
| 2006-07 Detalles                           | Sétif                                     | 1-1                     | Al-Faisaly                  | Stade 8 Mai 1945, Setif                 | 30 000                  |
| 2006-07 Detalles                           | Al-Faisaly                                | 0-1                     | Sétif                       | King Abdullah Stadium, Amán             | 20,000                  |
| 2006-07 Detalles                           | Sétif ganó 2-1 en el global.              |                         |                             |                                         |                         |
| 2007-08 Detalles                           | Wydad Casablanca                          | 0-1                     | Sétif                       | Stade Mohamed V, Casablanca             | 90,000                  |
| 2007-08 Detalles                           | Sétif                                     | 1-0                     | Wydad Casablanca            | Stade 8 Mai 1945, Sétif                 | 30 000                  |
| 2007-08 Detalles                           | Sétif ganó 2-0 en el global.              |                         |                             |                                         |                         |
| 2008-09 Detalles                           | Wydad Casablanca                          | 0-1                     | Espérance de Tunis          | Stade Mohamed V, Casablanca             | 90,000                  |
| 2008-09 Detalles                           | Espérance de Tunis                        | 1-1                     | Wydad Casablanca            | Stade Olympique de Radès, Radès         |                         |
| 2008-09 Detalles                           | Espérance de Tunis ganó 2-1 en el global. |                         |                             |                                         |                         |
| Copa de Clubes de la UAFA                  |                                           |                         |                             |                                         |                         |
| 2012-13 Detalles                           | Al-Arabi                                  | 0-0                     | USM Alger                   | Estadio Sabah Al-Salem, Kuwait City     | 10,000                  |
| 2012-13 Detalles                           | USM Alger                                 | 3-2                     | Al-Arabi                    | Stade 5 Juillet 1962, Algiers           | 50,000                  |
| 2012-13 Detalles                           | USM Alger ganó 3-2 en el global.          |                         |                             |                                         |                         |
| 2017 Detalles                              | Al-Faysali                                | 2-3                     | Espérance Sportive de Tunis | Estadio de Alejandría, Alejandría       | 7,500                   |
| 2019 Detalles                              | Al-Hilal                                  | 1-2                     | Étoile Sportive du Sahel    | Estadio Hazza bin Zayed, Al Ain         |                         |
| 2020 Detalles                              | Al-Ittihad Jeddah                         | 4-4 (3-4 pen.)          | Raja Casablanca             | Prince Moulay Abdellah Stadium, Rabat   | 0                       |
| 2023 Detalles                              | Al-Hilal Saudi Football Club              | 1-2                     | Al-Nassr Football Club      | King Fahd Sports City, Taif             |                         |

1.- Las posiciones finales se definieron mediante Round Robin.

## Títulos por equipo
| Club                     | Títulos | Subtítulos | Años de los campeonatos | Años subcampeón  |
| ------------------------ | ------- | ---------- | ----------------------- | ---------------- |
| Espérance de Tunis       | 3       | 2          | 1993, 2009, 2017        | 1986, 1995       |
| Al-Rasheed               | 3       | 0          | 1985, 1986, 1987        | —                |
| Al-Hilal                 | 2       | 3          | 1994, 1995              | 1989, 2019, 2023 |
| Raja Casablanca          | 2       | 1          | 2006, 2020              | 1996             |
| Sfaxien                  | 2       | 1          | 2000, 2004              | 2005             |
| Al-Shabab                | 2       | 1          | 1992, 1999              | 1998             |
| Sétif                    | 2       | 0          | 2007, 2008              | —                |
| Al-Ettifaq               | 2       | 0          | 1984, 1988              | —                |
| Al-Ittihad               | 1       | 3          | 2005                    | 1987, 1994, 2020 |
| Wydad Casablanca         | 1       | 2          | 1989                    | 2008, 2009       |
| Club Africain            | 1       | 2          | 1997                    | 1988, 2002       |
| Al-Ahly                  | 1       | 1          | 1996                    | 1997             |
| Étoile Sportive du Sahel | 1       | 0          | 2019                    | —                |
| USM Alger                | 1       | 0          | 2013                    | —                |
| WA Tlemcen               | 1       | 0          | 1998                    | —                |
| Zamalek                  | 1       | 0          | 2003                    | —                |
| Al-Shorta                | 1       | 0          | 1982                    | —                |
| Al-Ahli                  | 1       | 0          | 2002                    | —                |
| Al-Sadd                  | 1       | 0          | 2001                    | —                |
| Al-Nassr                 | 1       | 0          | 2023                    | —                |

## Títulos por País
| País           | Títulos | Finales |
| -------------- | ------- | ------- |
| Arabia Saudita | 9       | 6       |
| Túnez          | 7       | 5       |
| Argelia        | 4       | 2       |
| Irak           | 4       | 0       |
| Marruecos      | 3       | 4       |
| Egipto         | 2       | 3       |
| Catar          | 1       | 1       |
| Jordania       | 0       | 2       |
| Kuwait         | 0       | 2       |
| Siria          | 0       | 2       |
| Baréin         | 0       | 1       |
| Líbano         | 0       | 1       |

## Máximos goleadores de todos los tiempos
| Pos. | Nac.                       | Nombre               | Goles | Club(es)                |
| ---- | -------------------------- | -------------------- | ----- | ----------------------- |
| 1    | Bandera de Arabia Saudita  | Sami Al-Jaber        | 26    |                         |
| 2    | Bandera de Arabia Saudita  | Talal Al-Meshal      | 16    |                         |
| 2    | Bandera de Túnez           | Haykel Guemamdia     | 16    |                         |
| 4    | Bandera de Túnez           | Zoubair Essafi       | 14    |                         |
| 5    | Bandera de Egipto          | Abdel Halim Ali      | 13    |                         |
| 6    | Bandera de Marruecos       | Mustapha Bidoudane   | 12    |                         |
| 6    | Bandera de Arabia Saudita  | Saad Al-Harthi       | 12    |                         |
| 6    | Bandera de Arabia Saudita  | Hamzah Idris         | 12    |                         |
| 9    | Bandera de Argelia         | Abdelmalek Ziaya     | 10    | ES Sétif                |
| 9    | Bandera de Jordania        | Hassouneh Al-Sheikh  | 10    |                         |
| 9    | Bandera de Jordania        | Mahmoud Shelbaieh    | 10    |                         |
| 9    | Bandera de Arabia Saudita  | Essa Al-Mehyani      | 10    |                         |
| 9    | Bandera de Brasil          | Romarinho            | 10    |                         |
| 9    | Bandera de Brasil          | Sérgio Ricardo       | 10    |                         |
| 9    | Bandera de Sudán           | Mohamed Abdelrahman  | 10    |                         |
| 17   | Bandera de Argelia         | Lamouri Djediat      | 9     | 5 ES Sétif, 4 USM Alger |
| 17   | Bandera de Marruecos       | Salaheddine Bassir   | 9     |                         |
| 17   | Bandera de Marruecos       | Soufiane Alloudi     | 9     |                         |
| 17   | Bandera de Arabia Saudita  | Mohammed Noor        | 9     |                         |
| 17   | Bandera de Arabia Saudita  | Waleed Al-Gizani     | 9     |                         |
| 17   | Bandera de Arabia Saudita  | Yousuf Al-Thunayan   | 9     |                         |
| 17   | Bandera de Marruecos       | Bouchaib El Moubarki | 9     |                         |
| 17   | Bandera de Mali            | Tenema N'Diaye       | 9     |                         |
| 17   | Bandera de Senegal         | Papa Malick Ba       | 9     |                         |
| 17   | Bandera de Irak            | Ahmed Salah Alwan    | 9     |                         |
| 17   | Bandera de Baréin          | Talal Yousef         | 9     |                         |
| 17   | Bandera de Egipto          | Ahmed Abdel Moneim   | 9     | Al Ahly                 |
| 28   | Bandera de Egipto          | Gamal Hamza          | 8     | Zamalek                 |
| 28   | Bandera de Senegal         | Issa Aidara          | 8     | WA Tlemcen              |
| 28   | Bandera de Costa de Marfil | Rémi Adiko           | 8     | ES Sétif                |
| 28   | Bandera de Argelia         | Noureddine Daham     | 8     | USM Alger               |
| 28   | Bandera de Irak            | Haris Mohammed       | 8     | Al-Rasheed              |
| 28   | Bandera de Irak            | Ahmed Radhi          | 8     | Al-Rasheed              |
| 28   | Bandera de Marruecos       | Mohamed Madihi       | 8     |                         |